# Kina w Nowej Rudzie

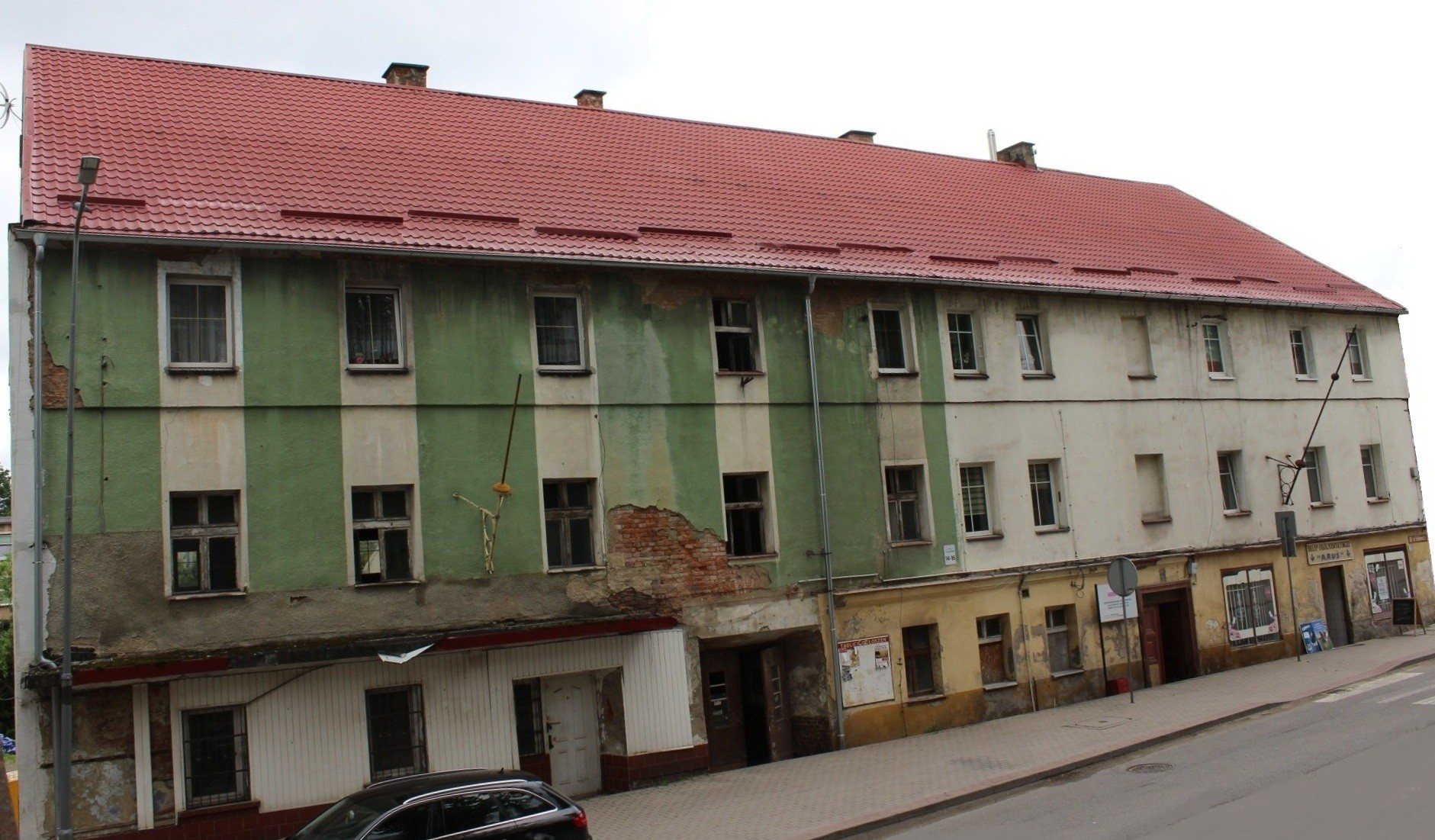
Kino Barbara, ul. Radkowska 14-16

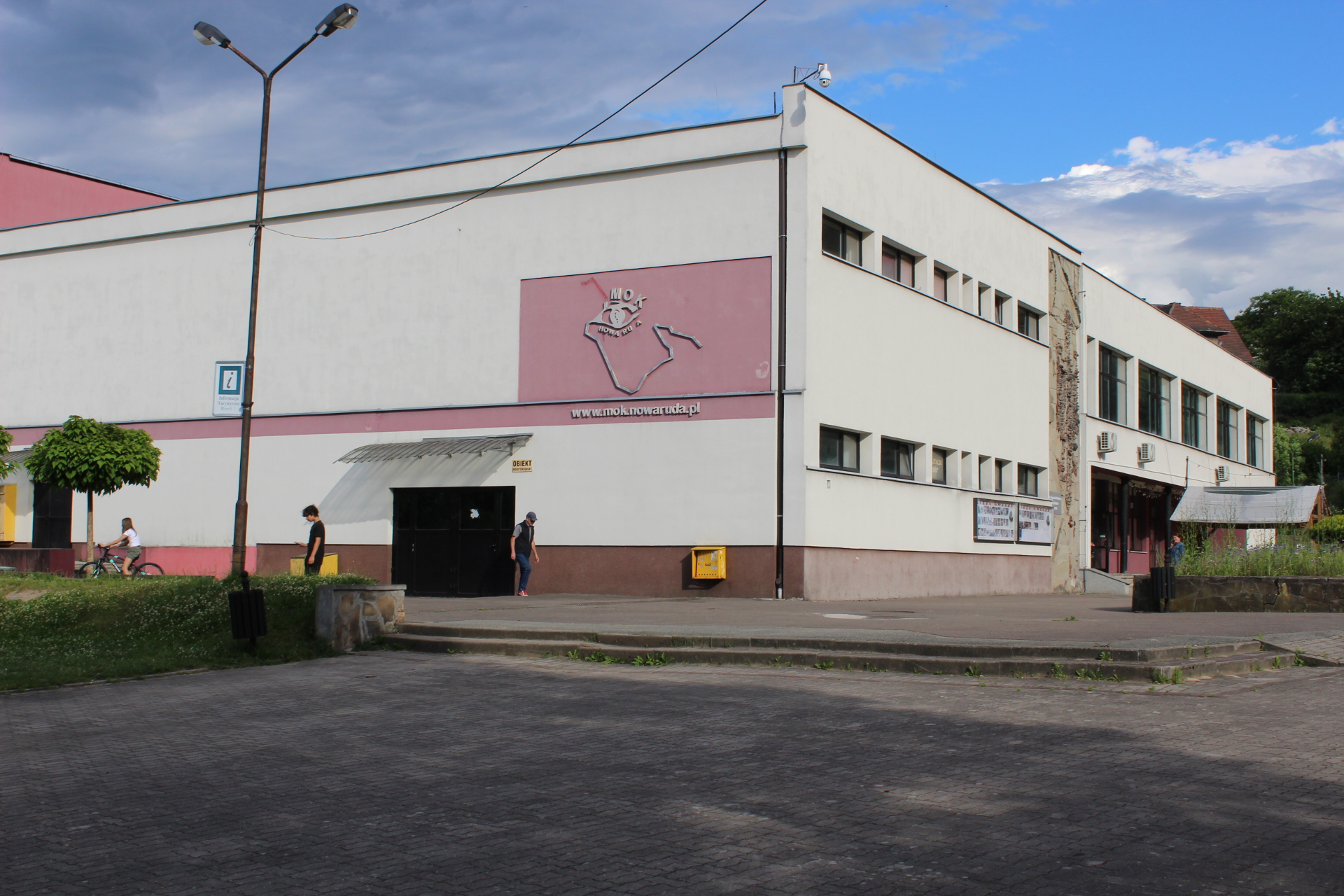
Kino MOK, ul. Strzelecka 2a

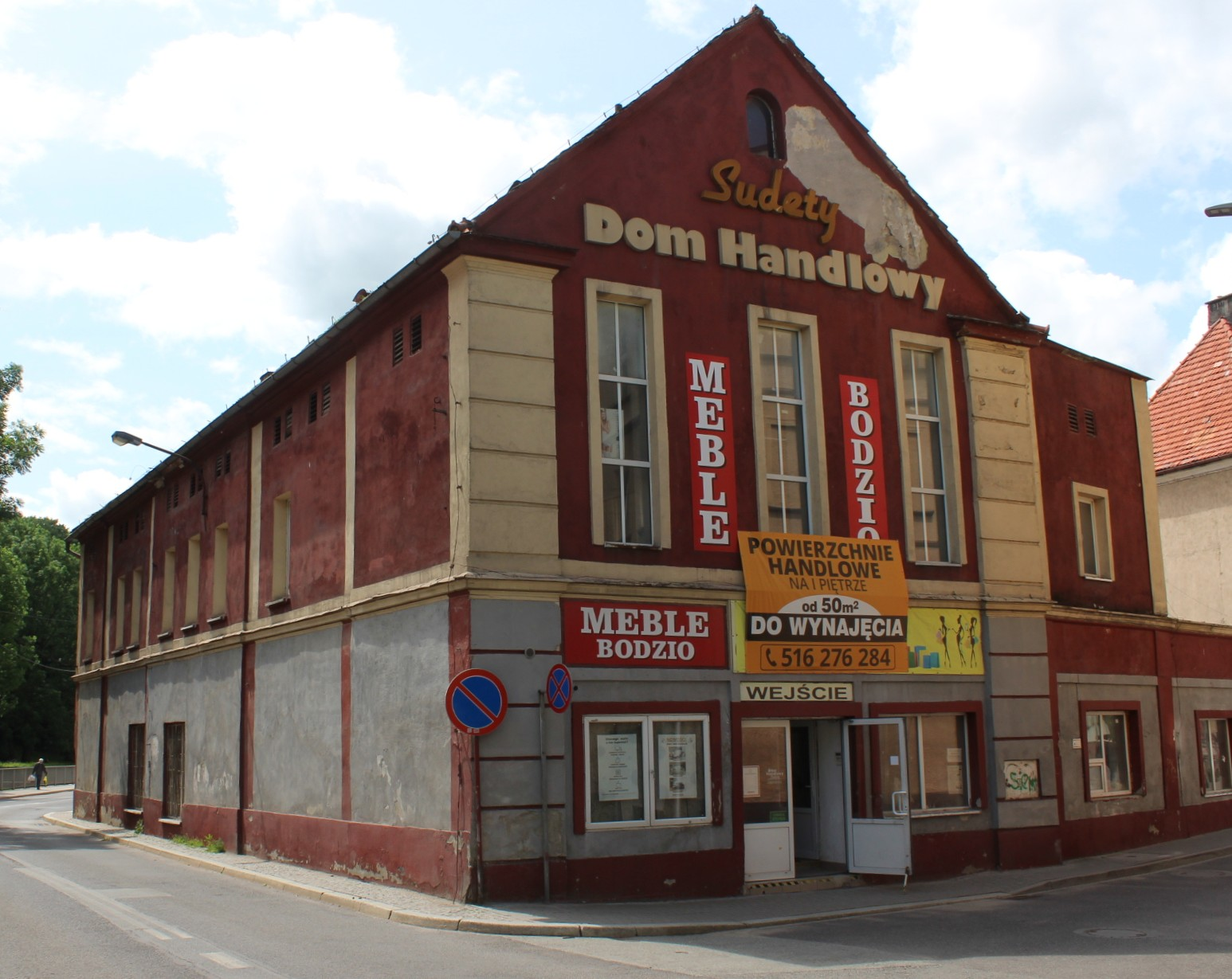
Budynek byłego Kina Piast

Kina w Nowej Rudzie – dawne i istniejące obecnie kina w mieście Nowa Ruda.

## Historia po II wojnie światowej
Po II wojnie światowej w mieście istniały cztery kina: 
- Kino Barbara mieściło się przy ul. Radkowskiej 14-16 w dzielnicy Słupiec, w budynku przedwojennej gospody Gasthaus zum Freischütz; zostało zamknięte w latach 90. XX w.[1]
- Kino Górnik istniało przy ul. Świdnickiej 4 w dzielnicy Drogosław, w budynku przedwojennej gospody Gasthof zum Schlössel. Po 1945 siedziba kina, a po likwidacji KWK Nowa Ruda w 1992[2] została przejęta przez Noworudzką Szkołę Techniczną. Obecnie zakład - szwalnia firmy Helikon-Tex[3].
- Kino MOK w Miejskim Ośrodku Kultury przy ul. Strzeleckiej 2a, zbudowanym w latach 1967-1970. Posiada salę widowiskowo-kinową na 450 miejsc[2]. Funkcjonuje jako jedyne kino w mieście[4].
- Kino Piast  przy ul. Fredry 17 powstało w budynku teatru miejskiego wzniesionego w stylu uproszczonego klasycyzmu. W 1877 urządzono w nim scenę i widownię. Następnie przekształcił się w kinoteatr z balkonem. W latach 1945–1989 funkcjonował jako siedziba kina[5][6].